# Nightfall in Middle-Earth
Nightfall in Middle-Earth es el sexto disco del grupo alemán de power metal Blind Guardian. El disco está compuesto por 22 pistas, de las que 11 son canciones y las otras 11 son interludios narrados o instrumentales. Salió a la venta en 1998.
Nightfall in Middle-Earth es el primer álbum conceptual de Blind Guardian y exclusivamente basado en el libro El Silmarillion, de J. R. R. Tolkien. Destacan canciones como «Mirror Mirror», «Nightfall», «Into the Storm», «Time Stands Still (At the Iron Hill)» y «The Curse of Fëanor» que posteriormente, fueron incluidas en el repertorio habitual de los conciertos del grupo. Fue el primer disco de la banda en el que Hansi Kürsch no toca el bajo, instrumento que cede a Oliver Holzwarth que, a partir de este momento, colaboraría frecuentemente con ellos.
La portada corrió, nuevamente, a cargo de Andreas Marschall, que mostró en ella el pasaje de El Silmarillion, en el que, Lúthien, desvía la atención de Morgoth, con su bello canto en las profundidades de las mazmorras de Angband, mientras Beren le roba un Silmaril.

## Formación
- Hansi Kürsch: voz, coros
- André Olbrich: guitarra y coros
- Marcus Siepen: guitarra y coros
- Thomas Thomen Stauch: batería

## Músicos invitados
- Oliver Holzwarth: bajo
- Mathias Weisner: teclado
- Michael Schuren: piano
- Max Zelner: flauta
- Norman Eshley y Douglas Fielding: narraciones
- Billy King, Rolf Köhler, Olaf Senkbeil y Thomas Hackmann: coros

## Lista de canciones
Todas las letras escritas por Kürsch, toda la música compuesta por Olbrich y Kürsch; excepto la de la pista 6, compuesta por Olbrich, Kürsch, Stauch y Siepen; la de la 16 compuesta por Olbrich, Kürsch y Schüren; y la de la 23 (bonus de 2007) compuesta por Siepen, Kürsch y Stauch.. 
| Álbum original |                                        | |          |  |
| N.º            | Título                                 | Argumento | Duración |  |
| 1.             | «War of Wrath»                         | Sauron avisa a su maestro Morgoth para que escape de los Valar en la Guerra de la Cólera.                                                                                   | 1:50     |  |
| 2.             | «Into the Storm»                       | Morgoth y Ungoliant huyen tras robar los Silmarils de Fëanor. | 4:25     |  |
| 3.             | «Lammoth»                              | Morgoth lanza, en la región de Lammoth, un grito desgarrador al ser traicionado y atacado por Ungoliant.                                                                    | 0:28     |  |
| 4.             | «Nightfall»                            | Los Noldor huyen de Aman, y Fëanor pronuncia su juramento ante los Valar.                                                                                                   | 5:34     |  |
| 5.             | «The Minstrel»                         | Maglor, el Trovador, expresa su incertidumbre respecto al futuro de los Noldor.                                                                                             | 0:32     |  |
| 6.             | «The Curse of Fëanor»                  | Fëanor expresa toda su ira y coraje, pero el vala Námo les condena a una maldición.                                                                                         | 5:41     |  |
| 7.             | «Captured»                             | Morgoth tiene cautivo a Maedhros, hijo de Fëanor, y lo encadena en el Thangorodrim.                                                                                         | 0:26     |  |
| 8.             | «Blood Tears»                          | Maedhros relata el horror de su captura y se entrega a Fingon. | 5:23     |  |
| 9.             | «Mirror Mirror»                        | Turgon construye la ciudad escondida de Gondolin, asistido por el vala Ulmo, el Señor de las Aguas.                                                                         | 5:07     |  |
| 10.            | «Face the Truth»                       | Fingolfin, rey supremo de los Noldor, reflexiona acerca del destino de su pueblo.                                                                                           | 0:24     |  |
| 11.            | «Noldor (Dead Winter Reigns)»          | Fingolfin, que dirige su ejército a través de Helcaraxë, reflexiona sobre las culpas en la reciente matanza.                                                                | 6:51     |  |
| 12.            | «Battle of Sudden Flame»               | Tras los 400 años del asedio de Angband, Morgoth contraataca con balrogs y dragones.                                                                                        | 0:44     |  |
| 13.            | «Time Stands Still (At the Iron Hill)» | Fingolfin reta a un duelo a Morgoth y le lastima siete veces con Ringil, pero al final Morgoth le aplasta con su maza.                                                      | 4:53     |  |
| 14.            | «The Dark Elf»                         | Eöl seduce a Aredhel, la hermana de Turgon, y tienen un hijo, Maeglin. | 0:23     |  |
| 15.            | «Thorn»                                | Maeglin reflexiona sobre su situación y decide traicionar a Turgon entregando Gondolin a Morgoth.                                                                           | 6:18     |  |
| 16.            | «The Eldar»                            | Finrod, el rey elfo, se despide de su gente para salvar a su amigo humano Beren de un licántropo.                                                                           | 3:39     |  |
| 17.            | «Nom the Wise»                         | Beren llora por su amigo Finrod Felagund. Nom significa «Sabio» y es el nombre que dio a Finrod su padre.                                                                   | 0:33     |  |
| 18.            | «When Sorrow Sang»                     | Beren canta su amor por la princesa élfica Lúthien, y la pena por su muerte en los colmillos del lobo Carcharoth.                                                           | 4:25     |  |
| 19.            | «Out on the Water»                     | La isla de Tol Galen fue el último lugar en el que residieron Beren y Lúthien tras su resurrección.                                                                         | 0:44     |  |
| 20.            | «The Steadfast»                        | Morgoth maldice a su prisionero Húrin pero él se resiste a revelar el secreto de Gondolin.                                                                                  | 0:21     |  |
| 21.            | «A Dark Passage»                       | Morgoth describe su victoria en la Quinta Batalla. Trata de los orígenes de la raza humana y de los efectos de su maldición sobre Húrin en el trágico destino de sus hijos. | 6:01     |  |
| 22.            | «Final Chapter (Thus Ends...)»         | La victoria de Morgoth llega «por la traición de los hombres», pero se halla la esperanza de un nuevo día.                                                                  | 0:48     |  |
| 1:05:30        |                                        | |          |  |

| Bonus de la edición japonesa |                                         |          |  |
| N.º                          | Título                                  | Duración |  |
| 23.                          | «Nightfall» (versión orquestal)         | 5:38     |  |
| 24.                          | «A Dark Passage» (versión instrumental) | 6:05     |  |
| 1:17:13                      |                                         |          |  |

| Bonus de la reedición de 2007 |                     |                                                |          |  |
| N.º                           | Título              | Argumento                                      | Duración |  |
| 23.                           | «Harvest of Sorrow» | Túrin lamenta la pérdida de su hermana Nienor. | 3:39     |  |
| 1:09:09                       |                     |                                                |          |  |